# Josep Marquès
Josep Marquès fou nomenat el 1670 mestre de cant de l'església parroquial de Santa Maria de Mataró, d'on era també baixonista. Va ser oncle i mestre de Salvador Laverni i Marquès, futur mestre de capella de Santa Maria de Mataró.